# Moniliformis travassosi
Moniliformis travassosi är en hakmaskart som beskrevs av Meyer 1932. Moniliformis travassosi ingår i släktet Moniliformis och familjen Moniliformidae. Inga underarter finns listade i Catalogue of Life.